# Silverpäron
Silverpäron (Pyrus salicifolia) är en art av päronsläktet i familjen rosväxter. Arten förekommer i västra Asien, från Turkiet till Armenien, Azerbajdzjan och nordvästra Iran.

## Synonymer
- Pyrus argyrophylla Diapulis, 1933